# Каушик, Махарадж
Махарадж Кришон Каушик (англ. Maharaj Krishon Kaushik, 2 мая 1955, Нью-Дели — 8 мая 2021) — индийский хоккеист (хоккей на траве), полевой игрок. Олимпийский чемпион 1980 года.

## Биография
Махарадж Каушик родился 2 мая 1955 года в индийском городе Нью-Дели.
Играл в хоккей на траве за Бомбей.
В 1980 году вошёл в состав сборной Индии по хоккею на траве на летних Олимпийских играх в Москве и завоевал золотую медаль. Играл в поле, провёл 5 матчей, забил 3 мяча (по одному в ворота сборных Танзании, СССР и Испании).
В 1998 году удостоен национальной спортивной премии «Арджуна», в 2002-м — премии Дроначарья (Dronacharya Award). В соавторстве с К. Арумугабом написал посвященную хоккею книгу The Golden Boot
После окончания игровой карьеры стал тренером. В 2002 году привёл женскую сборную Индии к победе в хоккейном турнире XVII Игр Содружества в Манчестере.
Каушик был консультантом кинофильма «Индия, вперёд!» (Chak De! India), который сняли в Болливуде и выпустили в 2007 году. Лента посвящена становлению женской сборной Индии по хоккею на траве. По словам сценариста Джайдипа Сахни, сюжет вдохновлён победой индианок на Играх Содружества 2002 года. Каушик рассказал Сахини, как проводятся сборы, как в команде уживаются хоккеистки разных социальных слоёв и народов, как ведёт себя тренер.
Скончался на 67 году жизни в Нью-Дели 8 мая 2021 года от последствий COVID-19. По стечению обстоятельств, скончался в один день с еще одним членом «золотой» сборной Индии-1980 Равиндером Палом Сингхом, который также стал жертвой коронавирусной инфекции.